# Шчербиновски рејон
Шчербиновски рејон (рус. Щербиновский район) административно-територијална је јединица другог нивоа и општински рејон смештен на крајњем северозападу Краснодарске Покрајине, на крајњем југозападу европског дела Руске Федерације.
Административни центар рејона налази се у селу (станици) Старошчербиновскаја. 
Према подацима националне статистичке службе Русије за 2017. на територији рејона живело је 36.109 становника или у просеку око 27,4 ст/км². По броју становника налази се на 35. месту међу административним јединицама Покрајине. Површина рејона је 1.377 км².

## Географија
Шчербиновски рејон налази се у северозападном делу Краснодарске Покрајине, обухвата територију површине 1.377 км² и по том параметру налази се на 29. месту међу општинским јединицама у покрајини. Граничи се са Азовским рејоном Ростовске области на североистоку, на истоку је Староминшки, југу Каневски и југозападу Јејски рејон. На северозападу излази на обале Азовског мора, односно на његов Јејски лиман и Таганрошки залив који су међусобно раздвојени Глафировском превлаком. 
Преко територије рејона протичу реке Јеја и Јасени, а уз ушће Јеје налази се ниско и јако замочварено земљиште обрасло трском и шашом. Територија Шчербиновског рејона налази се на подручју Кубањско-приазовске низије и одликује је типичан степски рељеф. Укупна дужина обалне линије је 90 км. 
Клима је умереноконтинентална и одликује се изразито топлим летима и благим зимама. Најтоплији месец је јун са просечном температуром ваздуха од 24,2 °C, а најхладнији је јануар са просеком од −5,5 °C. Рејон се налази у зони деловања јаких ветрова, а просечна брзина ветра на годишњем нивоу је 5,9 м/с. Просечна годишња сума падавина је око 481 мм. 
Преко територије рејона пролази деоница локалног друма Краснодар—Јејск, те железничка пруга Староминскаја—Јејск.

## Историја
Шчербиновски рејон званично је успостављен 31. децембра 1934. године издвајањем његове територије из Јејског рејона. У границама Краснодарске Покрајине је од њеног оснивања 1937. године. Привремено је био распуштен у периоду 1963−1966. када је његова територија била инкорпорирана у суседни Јејски рејон. 
У садашњим административним границама је од 2005. године. 

## Демографија и административна подела
Према подацима са пописа становништва из 2010. на територији рејона живело је укупно 37.301 становника, док је према процени из 2017. ту живело 36.109 становника, или у просеку око 27,4 ст/км². По броју становника Шчербиновски рејон се налази на 35. месту у покрајини.
| 1959.  | 1970.  | 1979.  | 1989.  | 2002.  | 2010.  | 2017.   |
| ------ | ------ | ------ | ------ | ------ | ------ | ------- |
| 35.498 | 38.055 | 37.036 | 36.208 | 38.816 | 37.301 | 36.109* |

Напомена:* Према процени националне статистичке службе. 
На територији рејона налази се укупно 15 насељених места сеоског типа административно подељених на 8 сеоских општина. Административни центар рејона је село (станица) Старошчербиновскаја са око 17.000 становника. 